# 7306-os mellékút (Magyarország)
A 7306-os számú mellékút egy négy számjegyű mellékút Veszprém vármegye középső részén; Ajka város központját köti össze a 8-as főúttal.

## Nyomvonala
A 8-as főútból kiágazva indul, annak 80+600-as kilométerszelvényénél, Ajka közigazgatási területén, nyugat felé, Gyepesi út néven. 700 méter után eléri Ajkarendek városrész központját, ott délnek fordul; egyenesen továbbhaladó folytatása a 73 131-es számozást viseli, ami Bakonygyepes városrészből indul, a 8401-es útból kiágazva, annak mindössze 200. méterénél, közben keresztezi a 8-as főutat is, annak 82+800-as kilométerszelvényénél, és majdnem pontosan 2 kilométer után ér itt véget.
A 7306-as Korányi Frigyes utca néven halad tovább dél felé; 1,4 kilométer megtétele után kilép Ajkarendekről, és 3. kilométerénél eléri Ajka központjának északi részét. Itt is Korányi Frigyes út, majd az utolsó kb. 300 méteren a Kórház utca nevet veszi fel. A 7308-as útba beletorkollva ér véget, annak 3+900-as kilométerszelvényénél, teljes hossza, az országos közutak térképes nyilvántartását szolgáló kira.gov.hu adatbázisa szerint 4,195 kilométer.